# Марк Далет
Марк Далет (также — Марк Дельта, настоящее имя Марк Драчинский; род. 3 апреля 1958, Тбилиси) — русский писатель и переводчик, редактор. Старший брат Фреда Адры. В прошлом переводчик. По образованию программист. После репатриации также автор текстов на иврите. Лауреат двух литературных премий за поэзию на иврите (1980-е годы). Был редактором израильских русскоязычных газет «Время» и «Вести».
Переводил на иврит русскую поэзию и прозу, в том числе произведения Цветаевой, Пастернака, Достоевского, Трифонова, Стругацких. Переводил с иврита на русский израильскую прозу Дорит Оргад, Яэль Розман и др., с английского на русский литературу по психологии, буддизму и индуизму.
Роман «Орбинавты» опубликован под псевдонимом «Марк Далет» в начале апреля 2011 года в московском издательстве «Новое литературное обозрение». По словам автора, это «книга о возможностях человеческого сознания, предложенная читателю в форме исторического романа-феерии».
В географии романа переплетаются и сталкиваются личные судьбы героев, культуры и мировоззрения целых народов. Фантастический элемент перекликается с современными исследованиями в сфере человеческого сознания, памяти и сновидческого пространства.
Роман «Орбинавты» вошел в десятку лучших произведений крупной формы по номинациям премии «Портал-2012».